# Twierdzenie Condorceta
Twierdzenie Condorceta (o ławie przysięgłych) – oparty na rachunku prawdopodobieństwa argument markiza de Condorcet, opisujący możliwość, że grupa osób głosująca metodą zwykłej większości będzie podejmować słuszne decyzje częściej niż mniejsza grupa lub jedna osoba (nawet jeśli ta jest indywidualnie bardziej kompetentna). Twierdzenie w oryginalnej postaci porównuje ławę przysięgłych i sędziego, oraz zakłada, że proces decyzji można modelować przy pomocy dystrybuanty rozkładu dwumianowego. Było pionierskim wkładem w teorię wyboru społecznego, oraz w takie zagadnienia jak mądrość tłumu, i mimo wysokiej prostoty wywołało wiele komentarzy, krytyki, oraz badań z próbami modyfikacji i rozbudowy.

## Historia
Choć ławy przysięgłych i lokalne formy demokracji istniały w pojedynczych regionach w dalszej przeszłości, postulaty ich stosowania rozpowszechniły się szczególnie w epoce Oświecenia. Condorcet był jednym z wiodących intelektualistów należących do tego ruchu. Współpracował z innymi francuskimi reformistami, korespondował i miał wpływ także na myślicieli związanych z amerykańską wojną o niepodległość. Przedstawił twierdzenie w tekście Essai sur l’application de l’analyse à la probabilité des décisions rendues à la pluralité des voix z 1785. Orędował za liberalizmem i demokracją; opisał w eseju również swoją propozycję ordynacji wyborczej (metodę Condorceta), i nazywany jego tytułem paradoks głosowania. Był później m.in. przewodniczącym zespołu tworzącego francuską Konstytucję 1791 roku z deklaracją praw człowieka i obywatela. Zginął w czasie Terroru Rewolucji Francuskiej. Choć inne jego dokonania pozostały znane, twierdzenie o ławie przysięgłych było przeoczone przez półtora wieku, aż do ponownych wzmianek w literaturze ok. 1958–1964.

## Opis formalny

Wykres indywidualnej szansy słuszności (kompetencji; na osi X) i ogólnego prawdopodobieństwa przyjęcia właściwej decyzji (na osi Y) dla 1 osoby, oraz grup 3, 12 i 100 osób (barwa czarna, zielona, niebieska i żółta), w modelu Condorceta.

Twierdzenie dotyczy sytuacji, w której wspólnym celem jest podjęcie poprawnej decyzji {\displaystyle V} na temat jakiegoś faktu {\displaystyle X} (nazywanego stanem świata), przez wybranie słusznej opcji {\displaystyle x} z dwóch dostępnych (np. czy oskarżony jest winny lub niewinny). Grupa {\displaystyle n} osób decyduje indywidualne {\displaystyle V_{1},\dots ,V_{n}} i oddaje głosy {\displaystyle v_{1},\dots ,v_{n}} – ze stałą, wspólną kompetencją, tj. prawdopodobieństwem właściwego wyboru, {\displaystyle p>0{,}5,} i niezależnie od siebie nawzajem (jako próby Bernoulliego), ani od stanu świata. Decyzja zbiorowa jest podejmowana przy pomocy funkcji wyboru społecznego {\displaystyle V=f(v_{1},\dots ,v_{n}),} klasycznie głosowaniem metodą zwykłej większości.
W takim modelu, prawdopodobieństwo że dowolnie dana słuszna opcja uzyska zwycięstwo wynosi dla nieparzystej liczby osób:
{\displaystyle P_{n}=\sum _{x={\frac {n+1}{2}}}^{n}{n \choose k}p^{x}(1-p)^{n-x}.}
Parzysta liczba osób pozwala dodatkowo na rozstrzygany przy pomocy uczciwego rzutu monetą remis, który występuje z poniższym prawdopodobieństwem:
{\displaystyle {n \choose {\frac {n}{2}}}p^{\frac {n}{2}}(1-p)^{\frac {n}{2}}.}
Dla dużej liczby osób możliwe jest ogólne zastosowanie rozkładu normalnego jako przybliżenia (gdzie {\displaystyle \Phi } oznacza funkcję dystrybuanty rozkładu normalnego):
{\displaystyle P_{n}\approx 1-\Phi \left({\frac {{\frac {n}{2}}-np_{c}}{\sqrt {np_{c}(1-p_{c})}}}\right).}
Dla każdego stanu świata {\displaystyle x\in \{-1,1\},} prawdopodobieństwo słusznej decyzji zbiorowej {\displaystyle P(V=x|X=x)} jest wyższe od indywidualnej kompetencji {\displaystyle P(V_{i}=x|X=x),} i dąży monotonicznie do 1 wraz ze wzrostem liczby głosujących osób. Pierwszy wniosek określany jest jako „nieasymptotyczny”: dla każdego n i stałego {\displaystyle {\frac {1}{2}}<p_{c}<1} zachodzi {\displaystyle P_{n+2}>P_{n}} (każda dodatkowa osoba zwiększa szansę na podjęcie właściwej decyzji). Drugi wniosek nazywany jest „asymptotycznym”: {\displaystyle \lim _{n\to \infty }P_{n}=1} (wraz ze wzrostem liczby osób szansa na podjęcie właściwej decyzji dąży do nieomylności).
Jeśli jednak {\displaystyle p<{\frac {1}{2}},} to {\displaystyle P_{n}<p} i {\displaystyle \lim _{n\to \infty }P_{n}=0} (jeśli kompetencje są gorsze niż rzut monetą, to zbiorowe decyzje są gorsze niż indywidualne, i dążą do pełnej omylności). Gdy {\displaystyle p={\frac {1}{2}},} to {\displaystyle P_{n}={\frac {1}{2}}} dla dowolnego {\displaystyle n}.

### Szczegółowe założenia
Zastosowanie modelu opartego na rozkładzie dwumianowym do opisu zbiorowego podejmowania decyzji wymaga uzasadnienia. Publikacje różnią się liczbą omawianych założeń, które mają być – nie wszystkie wprost – implikowane przez twierdzenie, i uprawniać oraz określać warunki jego trafności. Przykładowo, List, czy Tarnowski wspominają o dwóch, Mueller, i Goodin ze Spikermannem wymieniają trzy, a Tałasiewicz, czy Lissowski pięć. McCannon przedstawił następującą listę, która uwzględnia wiele kierunków dyskusji i potencjalnych rozszerzeń twierdzenia w literaturze:
1. Dychotomiczny wybór – decyzja do podjęcia jest wyłącznie między dwiema rozłącznymi opcjami.
2. Wspólny cel – wszystkie osoby mają to samo pragnienie, aby wybrać właściwą opcję.
3. Niedoskonałe informacje – nikt z osobna nie wie na pewno, która opcja jest właściwa.
4. Jednorodna kompetencja – każda osoba cechuje się tą samą, lepszą niż rzut monetą, szansą na wybranie właściwej opcji.
5. Niezależne informacje – każda osoba realizuje prawdopodobieństwo swojego wyboru niezależnie od innych (na podstawie „prywatnych” informacji).
6. Niezależna dokładność – jakość wiedzy posiadanej przez każdą osobę nie jest determinowana w modelu (jest egzogeniczna).
7. Niezależny wybór – indywidualna kompetencja nie zależy od tego, która opcja jest poprawna.
8. Decyzja jest podejmowana w głosowaniu metodą zwykłej większości.
9. Głosowanie jest szczere – nie występują zachowania strategiczne, ani wstrzymywanie się od głosu.

Każde z założeń można zmodyfikować, co stanowi podstawę dalszych badań, m.in. w politologii, prawie, ekonomii i zarządzaniu.

## Interpretacje i późniejsze badania
Według przeglądu Lista, „idealistyczne” założenia twierdzenia są odporne na ograniczone zmiany, ale nie np. na wprowadzenie silnych zależności decyzji i różnic preferencji, które prowadzą do znaczącego stosowania strategii. Tę ocenę podziela przegląd Gerlinga, w kontekście pracy komitetów decydujących o polityce monetarnej. Badania teoretyczne i empiryczne podejmowały m.in. problemy wymiany informacji, wymogu jednogłośności, wielkości i zróżnicowania komitetu, oraz funkcji decyzji (np. uśredniania oszacowań zamiast głosowania). Wyniki badań pozostają niejednoznaczne. Podobne konkluzje przedstawia tekst Berga, zalecający ostrożność wobec czysto optymistycznych interpretacji twierdzenia. Przykładem takiego badania jest teoretyczny model zespołu Apolte, który prowadzi do różnych równowag Nasha, zależnie od parametrów; pewna doza irracjonalnych strategii może być według tej pracy stabilna, co podważałoby uniwersalność twierdzenia.
Zdaniem niektórych autorów, np. Wójtowicz, Tałasiewicza, czy Brennana, stojące za twierdzeniem założenia są „bardzo naciągane” i trudne do spełnienia w rzeczywistości. Decyzje realnych wyborców są według nich zbytnio obciążone systematycznym, a nie losowym błędem. Uważają, że twierdzenie nie jest przydatną idealizacją, i cieszy się „niezrozumiałymi względami”. Tałasiewicz opowiada się tym niemniej za demokracją, choć uzasadnianą na inne sposoby, ale Brennan ją odrzuca i uznaje, że przypadek kompetencji gorszej od rzutu monetą z argumentu Condorceta może mu być do obrony tego wręcz pomocny. Obawy o ignorancję społeczeństwa podzielał sam francuski myśliciel; w relacji Goodina i Spiekermanna, „trzeźwo myślący naukowcy społeczni” orędujący za demokracją niechętnie stawiają wszystko na jego twierdzenie. Ponadto według Brennana, z samego twierdzenia branego za dobrą monetę wynika, że do dobrej decyzji w dowolnej realistycznie ważnej kwestii (wartej nawet biliardy dolarów) wystarczy maksymalnie sto tysięcy wyborców – ponad to krańcowy wkład każdej kolejnej osoby jest mniej warty niż jej czas.
Autorzy tacy jak Goodin i Spiekermann traktują z kolei twierdzenie Condorceta jako dobry punkt wyjścia dla pochwały, obrony i ulepszenia metod demokratycznych. Zgodnie z przedstawionym przez nich przeglądem badań, jego argument broni się nawet gdy osłabiane są jego założenia. Dla przykładu, problemem dla głównych wniosków nie jest zróżnicowana kompetencja z losowym błędem, ani większa liczba opcji do wyboru. Przy nielosowym błędzie twierdzenie działa nadal, choć słabiej, dopóki przeciętna kompetencja pozostaje wyższa od przypadkowego wyboru. Przykładem takich rozszerzeń jest badanie Myersona. Według Tarnowskiego, założenia twierdzenia mogą wydawać się wątpliwe, ale mogą być też racjonalnym obiektem dążeń. Zdaniem autorów z tego nurtu, twierdzenie jest podatne na filozoficzną i pragmatyczną krytykę, ale nie do tego stopnia, aby być odrzuconym – z wieloma zarzutami można sobie poradzić, lub wykorzystać jako wskazówki do społecznej pracy. Na przykład złamanie założeń o kompetencji i niezależności, do którego dochodzi gdy wyborcy ulegają wpływowi charyzmatycznego, lecz mylącego się lidera, nie prowadzi do pełnego obalenia, a tylko osłabienia efektu postulowanego przez twierdzenie – decyzje demokratyczne powinny być nadal lepsze niż w jednoosobowej dyktaturze. Goodin i Spiekermann przekonują też m.in., że „prawdziwa” niezależność nie oznacza braku interakcji – wystarczy warunkowa niezależność głosów względem jednego, wspólnego zbioru „dowodów”. To uzasadnia ponowne głosowanie, gdy pojawiają się nowe informacje. Omylny lider opinii lub systematyczne błędy poznawcze są według nich problemem, ale nie katastrofalnym. Wskazuje to pole do pracy: promowania kompetentnych osób. Problemem nie ma także być „ignorancja” wyborców – pomimo anegdotycznych przykłady masowej niewiedzy – ponieważ ich zdaniem, najbardziej rażące błędy są jednak w empirycznych danych w dużej mierze losowe i anulujące się wzajemnie. Dla skuteczności demokracji wystarczy zawsze, aby przeciętna kompetencja była minimalnie lepsza niż losowa. Systematyczne błędy nie zmieniają z reguły, zdaniem tych autorów, jakościowo wyników wyborów. Poprawa kompetencji przy pomocy edukacji jest jednak ważna. Ważna ma być też różnorodność intelektualna i zróżnicowanie perspektyw sytuacyjnych, wiązane z liberalną wolnością słowa, jako podstawa wysokiej niezależności głosów. Celem nie jest w tym ujęciu różnorodność sama w sobie, ale zapewniany przez nią zysk poznawczy. Autorzy przywołują przykład Promotora Wiary (advocatus diaboli) – zaznaczając, że kontrarianizm sam w sobie też nie jest celem. W ogólności, twierdzenie ma wskazywać kierunki ulepszeń procesu demokratycznego, oraz zagrożenia takie jak nadmierne zaufanie wobec pojedynczych liderów, ale i ekspertów.
W obrębie filozofii i logiki, Dedrick posługuje się twierdzeniem do przekonywania, że argumentum ad populum jest błędem logicznym, ale niekoniecznie pragmatycznym. Argument Condorceta uzasadnia, aby czasami przyjmować społeczny dowód słuszności i określa dokładne kryteria oceny, kiedy jest prawomocny. Twierdzenie Condorceta jest też wiązane ze zjawiskami rynkowymi, takimi jak rynki predykcyjne. Wychodząc od twierdzenia i związanej z nim literatury, Courson i in. wskazują na wczesny przykład „mądrości tłumu”, który przedstawił Galton: gdy 787 osób oszacowało z wyglądu wagę byka, średnia ze wszystkich głosów okazała się trafna z dokładnością 0,5 kg. Tego rodzaju argumenty mają jednak tworzyć potencjalny paradoks: skoro opinia innych jest przeciętnie trafniejsza, a indywidualne zdobywanie informacji jest kosztowne, to wszyscy powinni stać się leniwymi poznawczymi konformistami – co jednak sprawiłoby z kolei, że nikt nie miałby wówczas dobrych kompetencji ani informacji. Ma być to blisko związane m.in. z paradoksem Grossmana-Stiglitza w finansach. Empiryczne badania sugerują, zdaniem zespołu Coursona, że ludzie cechują się w jakimś stopniu heurystyką społecznego dowodu słuszności, ale interesują się także nietypowymi opiniami – mają mieć zatem intuicyjną awersję do czystego konformizmu. Model tych autorów sugeruje, że ewolucyjnie adaptacyjny może być taki ostrożny konformizm, powściągany egocentryzmem, oraz sceptyczne zainteresowanie nowinkami, i szacunek do osób dzielących się wiedzą.